# Jean-Louis Thomas-Derevoge
Jean-Louis Thomas-Derevoge est un homme politique français né le 10 juillet 1837 à Pont-Faverger (Marne) et décédé le 11 avril 1906 à Reims (Marne).
Notaire, maire de Pont-Faverger, conseiller général du Canton de Beine-Nauroy, il est député de la Marne de 1885 à 1889, et siège à gauche. Il ne se représente pas en 1889 et devient receveur des finances à Reims, terminant sa carrière comme trésorier payeur général.

## Sources
- « Jean-Louis Thomas-Derevoge », dans Adolphe Robert et Gaston Cougny, Dictionnaire des parlementaires français, Edgar Bourloton, 1889-1891 [détail de l’édition]
- « Jean-Louis Thomas-Derevoge », dans le Dictionnaire des parlementaires français (1889-1940), sous la direction de Jean Jolly, PUF, 1960 [détail de l’édition]